# M1戦闘車
M1戦闘車（M1せんとうしゃ、M1 Combat Car）とは、アメリカ陸軍の軽戦車である。改良型にM2戦闘車がある。
1940年に分類名称の変更によりM1A1/M1A2軽戦車となる。

## 開発
M1戦闘車は、アメリカ陸軍の早急な機械化を望んだダグラス・マッカーサーの要求により、アメリカ陸軍の騎兵科用戦車（騎兵戦車）として、イリノイ州のロック・アイランド造兵廠にて1933年に開発が開始され、1934年に最初の試作車であるT5戦闘車が、1936年に直接の原型となるT5E2戦闘車が完成した。
T5戦闘車は、歩兵科用戦車として1933年に開発されたT2軽戦車と同じく、T1E4軽戦車を母体とする発展型である。これは財政的に歩兵科と騎兵科で全く異なる車輌を新規に開発することができなかったためである。T2およびT5は以下のような開発経緯を辿った。
- T1E4軽戦車（1932年）→T2軽戦車（歩兵科、リーフスプリング・サスペンション方式、1933年）→T2E1（制式名：M2A1）軽戦車（歩兵科、VVSS方式、1935年末）
- T1E4軽戦車（1932年）→T5戦闘車（騎兵科、VVSS方式、1934年）→T5E2（制式名：M1）戦闘車（騎兵科、VVSS方式、1936年）

T1E4、T1E6、T2の各軽戦車は、イギリスのヴィッカース 6トン戦車の設計の影響を受けていた（よってその子孫であるM1/M2戦闘車やM2/M3/M5軽戦車も同様に影響を受けている）。T2軽戦車まではリーフスプリング・サスペンション方式であったが、T5戦闘車はVVSS（垂直渦巻スプリング・サスペンション）方式を採用し、T2軽戦車との比較の結果、VVSS方式の方が優れていると判断されたため、T2軽戦車の改良型のT2E1軽戦車（後に制式化され、M2A1軽戦車となる）にもVVSS方式が採用されることになった。
T5戦闘車の履帯は、T2軽戦車と同じくラバー・ブロック式のものを装着していた。

## 構成
M1戦闘車は、主任務とされた追跡や追撃、偵察のために、武装や装甲よりも軽量さと速度が重視された設計となっている。アメリカの戦闘車における速度重視の設計はクリスティー式快速戦車の影響を受けたものであった（不採用に終わったクリスティー式快速戦車の代替車両の意味合いがある）。
主武装であるブローニング M2 12.7 mm重機関銃は、当時のアメリカ軍が保有していた、歩兵砲の車載型である37 mm戦車砲よりも、貫徹力（徹甲（AP）弾ならば、均質圧延鋼板に対し、距離500 mで貫通力19 mm）と連射能力に優れているが故に、本車を含む同時期のアメリカ戦車の主武装に採用されたものである。
M2重機関銃の弾薬は、第一次世界大戦中のドイツの対戦車銃用の弾薬を参考にして、開発された物であり、M2重機関銃は対戦車銃でもあった。
実際、M2重機関銃ならば、M1戦闘車と同時期に、日本で開発された九五式軽戦車（こちらも、ヴィッカース 6トン戦車を参考に開発されている）を、近距離ならば、蜂の巣にすることも可能である。機関銃だからといって侮ってよい装備ではない。一方、九五式軽戦車の九四式三十七粍戦車砲も、M1戦闘車の撃破は可能であるが、連射能力では、M1戦闘車の方が有利である。
副武装として、各型とも、車体前方右側に、M1919A4 7.62 mm 機銃を備える。
車体前面左側に操縦手、車体前面右側に副操縦手兼機銃手が位置する。車体と砲塔の装甲は溶接技術が未熟であったためにリベット留めであった。砲塔は人力旋回方式であった。M1戦闘車の砲塔は2人用なので、九五式軽戦車の1人用砲塔よりも、実際の戦闘力は上である。
エンジンは、練習機に使われていた、コンチネンタル社製 R-670-3、-3C、-5、もしくはW-670-7、-8、からいずれかの空冷星型7気筒4サイクルガソリンエンジン 262 hpを採用、もしくはギバーソン社製 T-1020 空冷星型9気筒ディーゼルエンジンを採用した。
軽量な車体に、（車重に対し相対的に）大馬力の航空機用星型エンジンを、車載用に転用して搭載することにより、路上最高速度 72 km/hという高速を実現した。これは同時期の九五式軽戦車と比較すると、エンジン出力で2倍以上、速度で1.8倍である。

## 運用

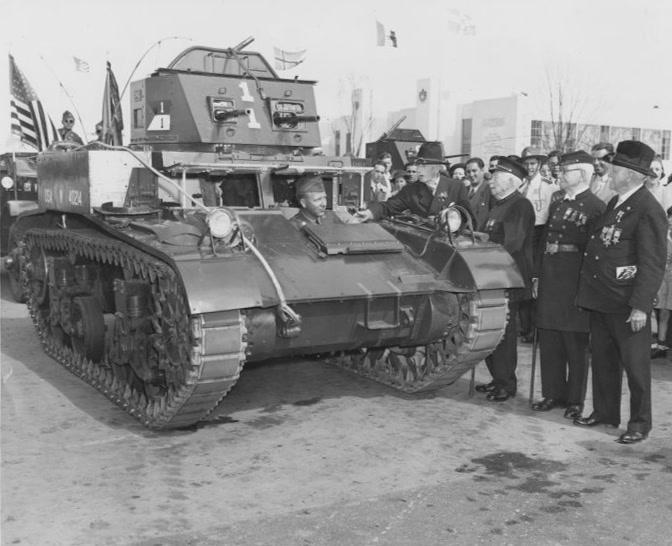
1939年に開催されたニューヨーク万国博覧会の会場に展示されたM1戦闘車。画面右側の最前列に並んでいるのは、南北戦争に従軍した退役軍人たちである。

M1は1937年から軍に導入され、1943年まで使用された。1920年の国家防衛法により、「戦車」は歩兵科の管轄とされたので、騎兵科用に「戦闘車（Combat Car）」という分類が設けられたが、実質的には戦車である。
フランス戦が終了した1940年6月に、機甲科が創設され、7月10日に機甲師団が創設され、陸軍の（実質的な意味での）戦車はこの組織が一元的に運用することになり、歩兵科用「戦車」と騎兵科用「戦闘車」の区分が無くなり、8月22日に軽戦車に分類変更された。分類変更時に、M1戦闘車とM1A1戦闘車はM1A1軽戦車に、M2戦闘車はM1A2軽戦車に改称された。制式番号が“M1軽戦車”ではなく“M1A1軽戦車”から始まっているのは、これ以前にT1E1軽戦車を制式化した（ただし、1928年1月に制式化されたものの、わずか二ヵ月後に制式化を取り消された）「M1軽戦車」が存在したからである。

## 各型及び派生型

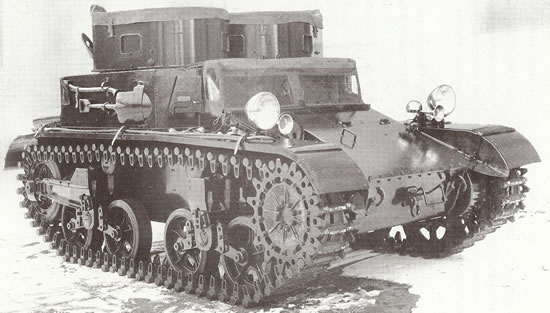
T5戦闘車
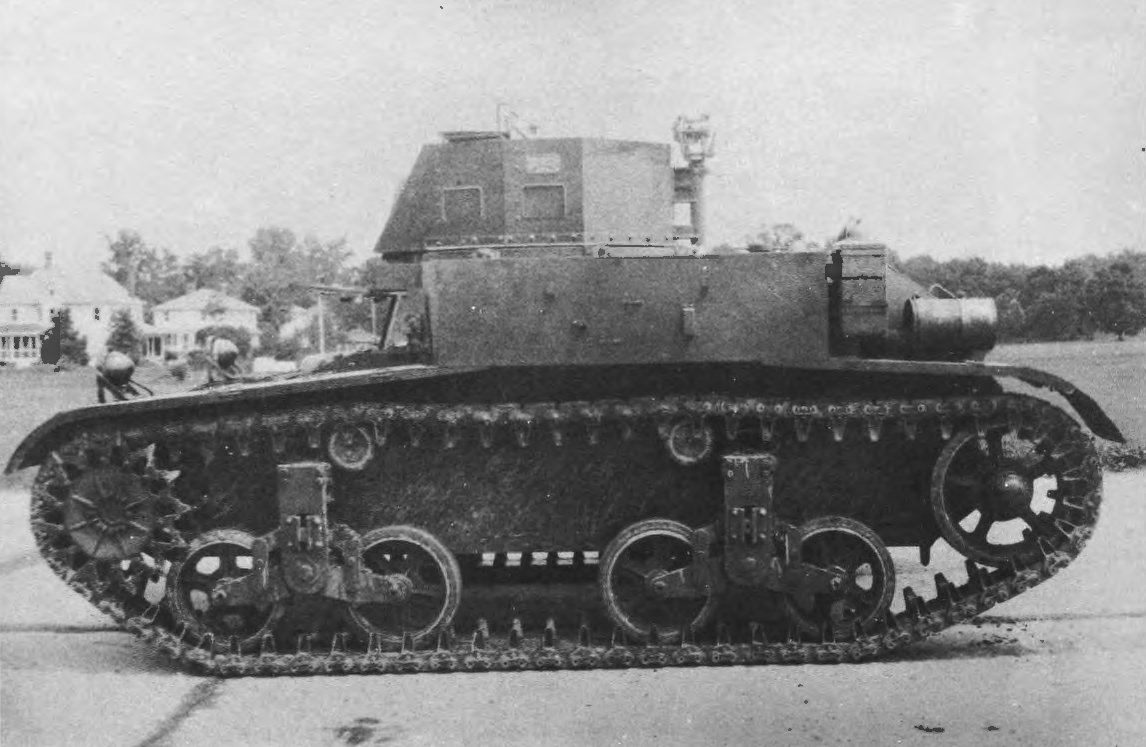
M1E2戦闘車
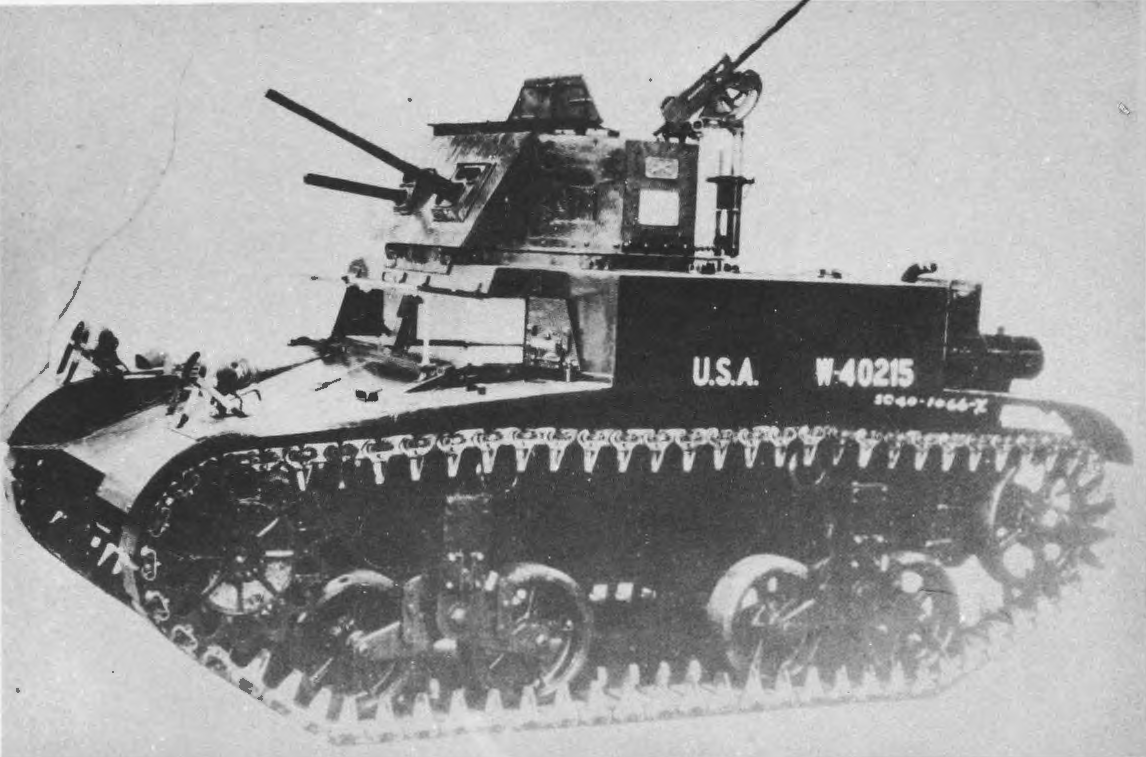
M1A1戦闘車
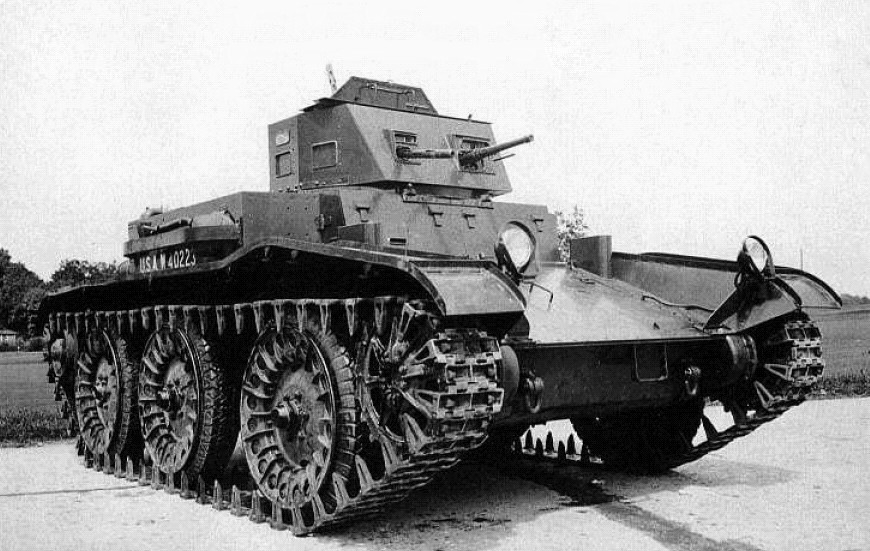
T7戦闘車

T5
原型試作車。7.62 m機関銃を連装に搭載した小型砲塔を並列に2基搭載している。1934年試作。
T5E1
原型試作車。砲塔は非搭載だが、その代わりに大型の固定戦闘室（固定戦闘室前面に左12.7 mm機関砲×1、右7.62 mm機関銃×1、固定戦闘室左右後面に7.62 mm機関銃×3、車体前面右側に7.62 mm×1）を持つ。1935年試作。
 - T5E1戦闘車
T5E2
原型試作車。小型砲塔の並列搭載を単一の2人用砲塔に変更した。後に制式化されM1戦闘車となる。1936年試作。
T5E3
T5にギバーソン T-1020 ディーゼルエンジンを搭載した試験用車輌。
M1
最初の生産型。D型砲塔搭載（車長兼12.7 mm機銃手（左）、7.62 mm機銃手（右）が搭乗）。89輌完成。
M1E2
M1A1の原型試作車。1937年試作。
M1E3
ゴムパッドとワイヤーを用いたゴム製履帯の試作車。1939年にロックアイランド工廠にて試験される。試験の結果を受け、ゴム製履帯は戦闘車の半数で使用された。
M1A1
D型砲塔の替わりに新型の八角形砲塔に換装し、ボギー間を伸ばして履帯の接地面積を拡大したもの。1938年に17輌完成。
M1A1E1
ギバーソン T-1020 ディーゼルエンジンに換装したもの。7輌（または3輌）完成。1937年製造。
M1（A1仕様改修型）
既存のM1をD型砲塔を八角形砲塔に換装してM1A1仕様に改修した型。そのため、M1から改修した車両はボギー間は元の短いままである。
M2
ギバーソン T-1020-4 ディーゼルエンジン（245 hp/2,200 rpm）に換装および後方誘導輪を地面に接地させて履帯の接地面積を拡大したもの。その代わりボギー間は元の間隔に縮められている。34輌完成。
- T5戦闘車
- M1E2戦闘車
- M1A1戦闘車
- T7戦闘車

### 派生型
T3自走榴弾砲（T3 HMC、T3 Howitzer Motor Carriage）
自走榴弾砲の試作車。
1930年代当時のアメリカ陸軍の軽戦車と戦闘車の武装は、ブローニング M2 12.7 mm重機関銃とブローニング M1919 7.62 mm機関銃のみで、貫徹力や連射能力は優れていたが、榴弾や煙幕弾が使用できず、戦闘での有用性は著しく制限されていた。これは、歩兵砲を原型とする37 mm短戦車砲が12.7 mm重機関銃より貫徹力で劣っていたことに起因していた。そのため、機関銃よりも本格的な大口径の武装を持つ戦闘車両が、長らく求められていた。
軽戦車と戦闘車の火力不足を補って支援する、軽自走榴弾砲（HMC）の開発の試みとして、1930年のT1自走榴弾砲に続き、1936年には、M2A1軽戦車の車台（シャーシ）に47 mm砲を搭載した軽自走砲が、設計された。これは、武装の貫通力の低さから、失敗に終わった。
これら一連の軽自走砲・軽自走榴弾砲は、後方から遠距離砲撃する車両ではなく、最前線で、軽戦車（戦闘車）と協同して、軽戦車（戦闘車）の火力不足を補って支援し、目標を近距離から破壊することが目的（役割）であった。つまり、いうなれば、突撃砲に近い役割であった。
支援対象である主力の軽戦車（戦闘車）と、車台（シャーシ）を共通化することで、生産や整備を合理化でき、機動力の面で軽戦車（戦闘車）に追随でき、両車の協同運用が可能となる、などのメリットがあった。
1938年7月27日、アメリカ騎兵隊の機械化の中心地であるフォートノックスの第7騎兵旅団本部で会議が開かれ、戦車支援車の構想が語られた。武装は、T1自走榴弾砲と同じく、M1 75 mm榴弾砲（パックハウザー）であった。車台（シャーシ）には、M1戦闘車が使われることになった。
1939年3月9日に技術兵器委員会により製作が承認され、1940年1月下旬に、アバディーン性能試験場にて試運転が行われた。機動力は、最高速度72 km/hと、M1戦闘車並みであった。
その後、1940年2月13日に、野戦砲兵科の本拠地であるフォートブラッグに送られ、同年3月11日まで、この車両の研究・試運転が行われた。同年5月には、ルイジアナ州で行われた第3軍の演習に参加した。同年夏には、砲撃実験に参加した。
本車には「グリフィス」というニックネームが与えられた。
車台（シャーシ）は新規製造ではなく、既存のM1戦闘車（No.54, U.S.A.W.40153）の車台（シャーシ）上に、大型の天井付きの溶接製固定戦闘室（車内容積を増すために、元の戦闘車の戦闘室より高くなっている）を設け、固定戦闘室右側にM1A1 75mm榴弾砲を搭載した。榴弾砲の他、固定戦闘室上面左側に、M2A3軽戦車から流用した、M1919A4 7.62mm機銃1挺を備えた1人用小型銃塔を持つ。61発の砲弾と3600発の弾丸を収容。主砲は、車体前面の2枚のハッチを開いて、左に10度、右に15度の限定旋回方式。
大重量の榴弾砲を固定戦闘室右側に配置したことで、車体の重心が右に偏り、操縦性にも影響した。
主砲が戦闘室内の空間の右半分を占めたので、乗員は車体左側の前後に、操縦手と車長の二人のみ。車体の向きを変えることができる操縦手が砲手を兼任した。車長は指揮の他、砲の操作、装填手、銃塔機銃手も務めた。
換気装置が無く、また外部視察能力が低く、また砲の向きを操作するためにも、戦闘中は各部ハッチを開放しておかねばならなかった。そのため、開放中は防御に難があった。
移動しながらの主砲の射撃はできなかった。また移動目標に対しても主砲の命中が期待できなかった。
照準を合わせてから最初の発射までに、27秒を要した。そのため、この間は、敵の対戦車砲や戦車砲の格好の標的となる危険性が、運用試験によって指摘された。
採用はされなかったが、M1E3戦闘車の車台をベースとしたT17自走榴弾砲（M8 75mm自走榴弾砲に至る過程における原型試作車の1つ）の原型となった。
T17 75 mm自走榴弾砲
T3自走榴弾砲の失敗にもかかわらず、M3軽戦車が開発されると、M3軽戦車の車台をベースとした、軽自走榴弾砲（HMC）の開発が、またしても企図された。そこで最初に計画されたのがT17自走榴弾砲である。本車は、T18自走榴弾砲の前段階と言える。
しかし、実験車両・試作車なので、M3軽戦車の車台ではなく、ゴム製履帯のM1E3戦闘車の車台上に大型の固定戦闘室を設け、75 mm榴弾砲を搭載することになった。しかし、既に生産が開始されたM3軽戦車の方が性能に優れていたことから、本車は計画のみで終わった。
T7戦闘車(英語版)
M1戦闘車の発展型。VVSSをクリスティー式サスペンションに換装し、転輪を片側3個の大型ゴムタイヤに換装した装輪装軌併用式車輌。八角型砲塔（12.7mm/7.62mm機関銃各1挺装備）搭載。
1938年8月に試作車が完成し、各種試験の結果も良好であったが、「既存のボギー式装軌走行装置は既に十分な性能を持っており、併用式はコストと機構の複雑さに難がある」として1939年10月に開発中止となった。

## 登場作品
『World of Tanks』
発展型がアメリカ軽戦車T7 Combat Carとして配布。
漫画 『ガールズ&パンツァー リボンの武者』
「M1戦闘車」と称する、片側大型転輪3個の「T7戦闘車」が登場している。